# Saint-Luc (Valais)
Pour les articles homonymes, voir Saint-Luc.
Saint-Luc est une localité de la commune suisse d'Anniviers, dans le canton du Valais. Avant 2009, elle constituait une commune.
Elle forme une partie du domaine skiable de Saint-Luc/Chandolin. Le village compte 300 habitants à l'année mais plus de 6 000 lits touristiques.

## Géographie

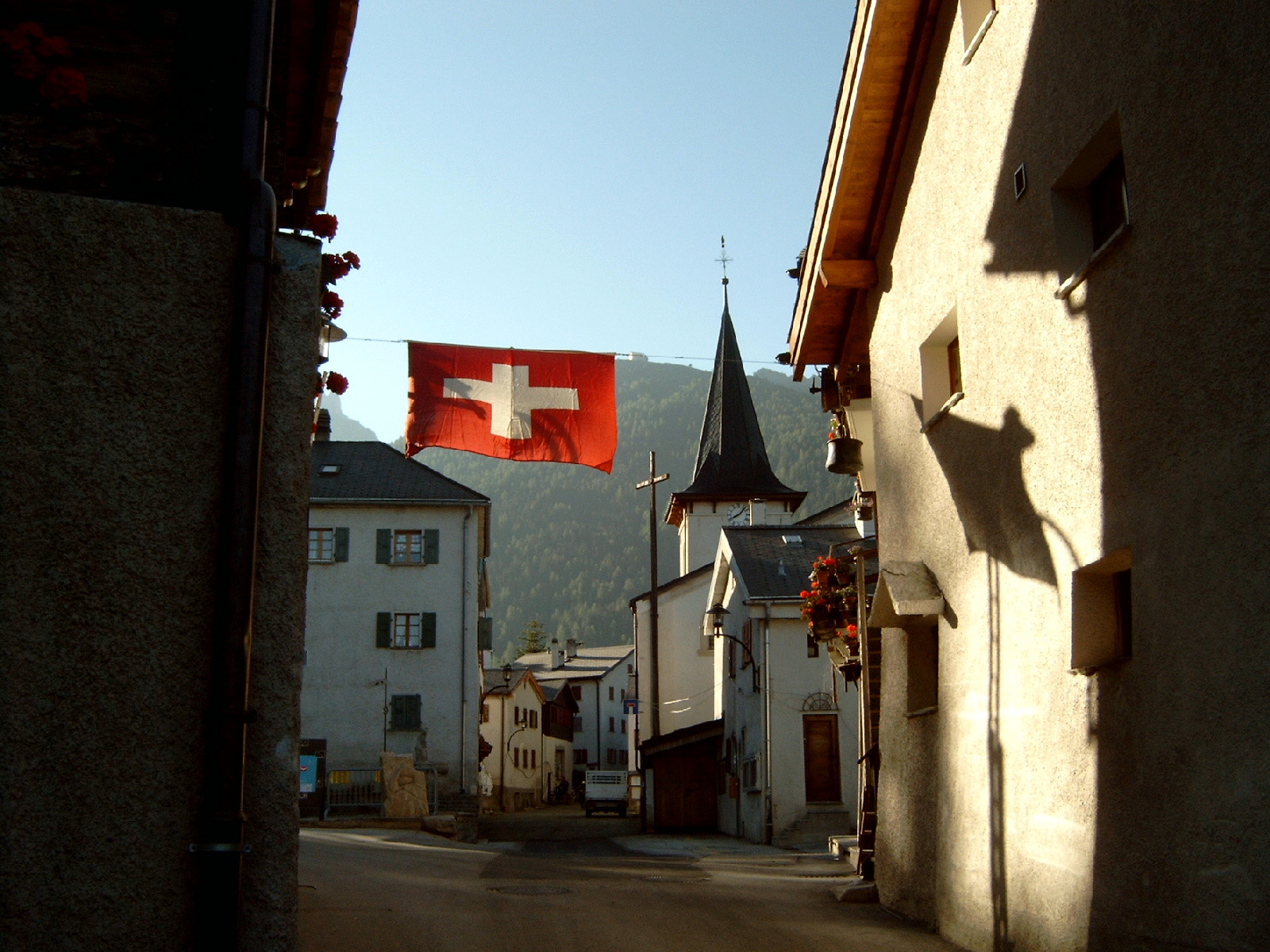
Le centre du village de Saint-Luc en été.

Vue aérienne (1970).

Le village de Saint-Luc se situe entre 1 500 et 1 800 mètres d'altitude sur la rive droite de la Navisence dans le Val d'Anniviers.
L'ancienne commune de Saint-Luc s'étendait entre 800 et 1 000 m puis de 1 500 à 3 000 m d'altitude. Elle était composée de deux localités : Saint-Luc et Niouc. Le territoire de la commune était séparé en deux parties car Niouc était enclavé entre l'ancienne commune de Chandolin et les communes de Chippis, Sierre et Chalais. Le territoire de la localité de Niouc était situé entre 800 et 1 000 m d'altitude, tandis que le village de St-Luc avait pour communes limitrophes les anciennes communes de Chandolin, Ayer et Vissoie dans le district de Sierre, et les communes d’Agarn et d’Oberems dans le district de Loèche à l’Est. Le territoire de l'ancienne commune s'étendait entre 1 500 m à 3 000 m d'altitude. Il est dominé par le Toûno (dont le sommet atteint 3 018 m). Le point le plus élevé de Saint-Luc se trouve au sommet de la Bella Tola à 3 025 m d'où l'on jouit d'une vue panoramique des Alpes.

### Accès
- A9  Autoroute de Lausanne-Simplon.
- Sierre : 21km de la localité
- Sortie 29 : Sierre-est puis à direction Val d'Anniviers à 20 km par une route de montagne très pittoresque.
- À Vissoie, séparation de la route en 3 routes : 
  - 1re route, à gauche : Saint-Luc, Chandolin ;
  - 2e route, à droite : Grimentz, Saint-Jean ;
  - 3e route, tout droit : Ayer, Zinal.
- À pied, un sentier balisé relie Gruben dans le Val de Tourtemagne à Saint-Luc par le col du Meiden (alt. 2 780 m).

### Localité
L'ancienne commune comptait la localité de Niouc. Elle se situe à 902 m d'altitude.

## Toponymie
La première appellation de Saint-Luc est « Luc », attestée en 1304, 1312 et 1327 et ayant disparu au début du XXe siècle. Ce nom est tiré du latin « lūcus » signifiant d'abord « petit bois sacré autour d'un édifice consacré à une divinité » puis simplement « bois » avec la disparition des cultes païens. La forme « Saint-Luc » est quant à elle apparue au milieu du XIXe siècle. Elle est due principalement à un manque de compréhension du nom original et à une remotivation pieuse.

## Histoire

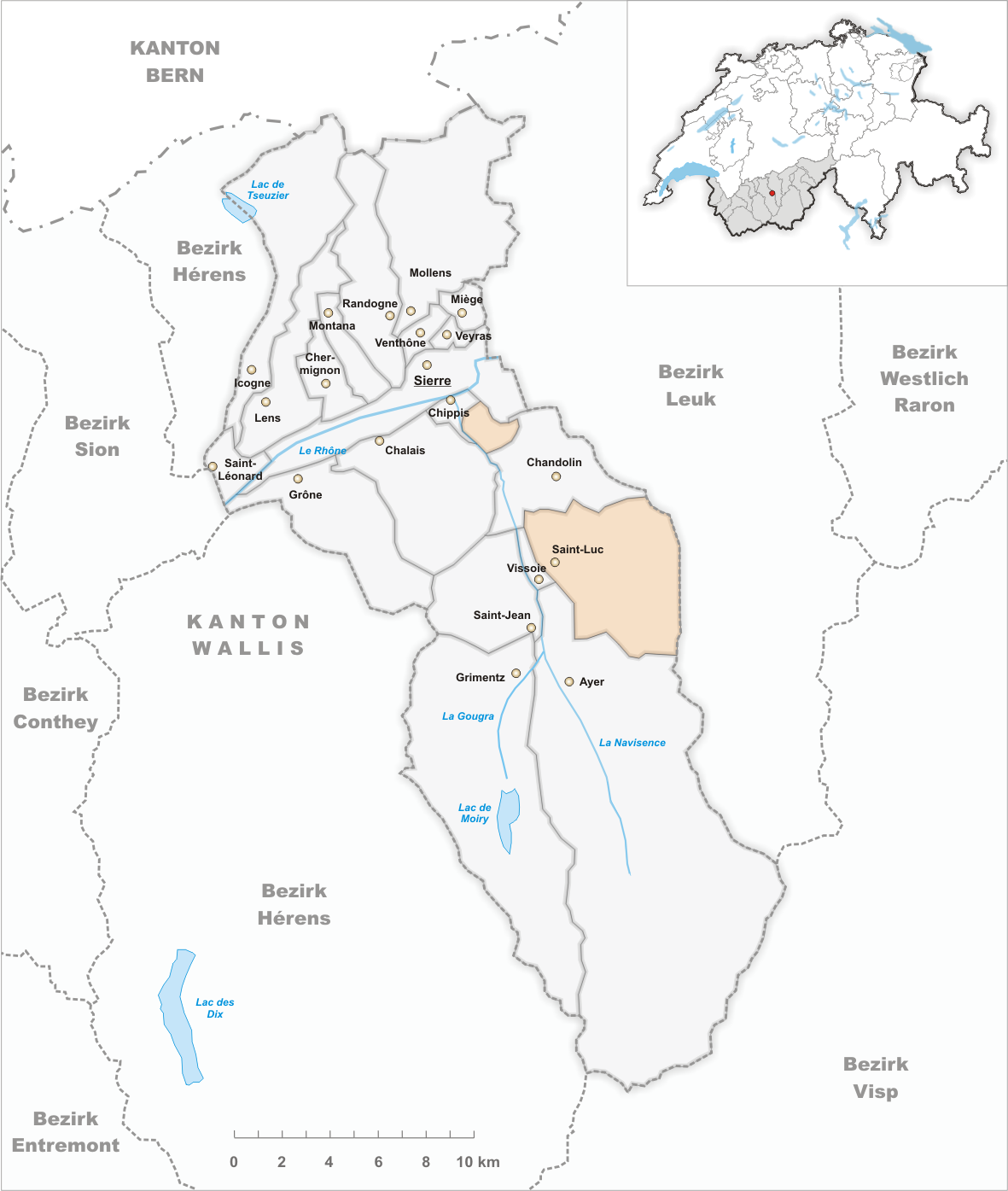
Territoire de l'ancienne commune de Saint-Luc par rapport au district de Sierre.

Le centre de Saint-Luc a été reconstruit en pierre, après que 2 incendies successifs - le 18 janvier 1845 et le 2 juillet 1858 - ont détruit les précédentes constructions en bois.
Les citoyens de la commune de Saint-Luc ont accepté à 86,6 % le 26 novembre 2006, la fusion avec les cinq autres communes du Val d'Anniviers pour former la nouvelle commune d'Anniviers. Depuis le 1er janvier 2009, la fusion est effective et la commune appartient à Anniviers.

## Population et société

### Gentilé et surnom
Les habitants de la localité se nomment les Luquérands ou Lucquérands.
Ils sont surnommés les Moquiérands, soit les moqueurs en patois valaisan.

### Démographie
Évolution de la population de Saint-Luc entre 1850 et 2008,.
Pour des raisons techniques, il est temporairement impossible d'afficher le graphique qui aurait dû être présenté ici.

## Culture et patrimoine

### Lieux et patrimoine bâti

#### Hôtel Bella Tola
L’hôtel Bella Tola est l'un des établissements phares de Saint-Luc, il porte le nom d'un sommet voisin, le mont Bella Tola. Après l'incendie généralisé de 1858, cette auberge est reconstruite en maçonnerie au centre du village. Puis son propriétaire, Pierre Pont, décide de faire reconstruire l'établissement en 1882-1883 sous le nom de « Grand Hôtel & Pension Bella Tola » à l'entrée de l'agglomération, selon les plans de l'architecte Louis Maillard (1878-1936). Le succès de l'hôtel impose en 1889 déjà la construction d'une annexe, côté village, dotée d'une salle de fête (dite aujourd'hui « Salon 1900 »), dont le plafond comporte des décors peints (fleurs et fruits).

#### Équipements astronomiques
Saint-Luc dispose depuis 1989 du Chemin des planètes, un parcours représentant le système solaire à une échelle d'un mètre pour un million de kilomètres. Long de 6,5 km et situé entre 2 000 et 2 300 m d'altitude, il permet de joindre l'hôtel Weisshorn depuis le site de Tignousa. Depuis 1995, ce dernier comprend un observatoire (en) nommé en l'honneur de François-Xavier Bagnoud. Bien que son utilité principale soit l'animation au grand public, il a détecté et mesuré sa première exoplanète, HD 189733 b, en 2006, puis a permis de déterminer la nature de l'exoplanète Gliese 436 b en 2007,. Depuis 2022 l'observatoire est contrôlable à distance. Le site de Tignousa comprend également une place de jeux pour enfants sur le thème de l'astronomie tandis que le village de Saint-Luc dispose d'un planétarium numérique.

### Dans la culture populaire
Le village sert de décor à l'aventure du journaliste Guy Lefranc dans l'album de BD Le Repaire du Loup de Jacques Martin. Saint-Luc devient « Saint-Loup » mais on reconnait aisément certains lieux du village. En particulier l'hôtel Weisshorn, qui est justement le repaire du loup dans l'album.
Saint-Luc a également servi de décor à la série britannique des années 1970 À skis redoublés.
Un film muet en noir et blanc, tourné en 1923, se passe aussi à Saint-Luc : Visages d'enfants de Jacques Feyder.
Le village et ses environs furent le lieu principal de tournage en juillet 1998 du film le Pique-nique de Lulu Kreutz de Didier Martiny scénarisé par Yasmina Reza, avec notamment Philippe Noiret et Carole Bouquet.
En 2017, certains endroits de Saint-Luc, de l'hôtel Weisshorn et de ses environs, servent aussi partiellement de décor au téléfilm Altitudes du réalisateur Pierre-Antoine Hiroz.

### Héraldique
Le blason de Saint-Luc est moderne. Les trois sapins font référence à l'origine du nom du village, tandis que le taureau représente l'emblème du saint Luc.
| Blason du village de Saint-Luc | Les armes de Saint-Luc se blasonnent ainsi : « D'azur à trois sapins de sinople fûtés au naturel, mouvant d'un listel d'or soutenant un taureau passant d'argent, brochant. » |

### Archives
- Fonds : Saint-Luc, Commune / Bourgeoisie (1266-2001) [5,78 mètres].  Cote : CH AEV, AC Saint-Luc. Sion : Archives de l'État du Valais (présentation en ligne).
- La fête des costumes au village, 1958, une archive de la Télévision suisse romande